# Georg Geist (Politiker, 1923)
Georg Geist (* 11. Februar 1923 in Ludwigshafen am Rhein; † 26. Februar 2013 in Rösrath) war ein deutscher Journalist, Autor, kommunaler Verwaltungsbeamter und Politiker (CDU).

## Leben
Nach dem Zweiten Weltkrieg arbeitete der gebürtige Pfälzer als Dolmetscher bei der US-Armee in Oedt am Niederrhein. Dort lernte er auch seine spätere Ehefrau Maria kennen, die er 1948 heiratete. In Aachen studierte Geist an der ersten deutschen Journalistenschule nach dem Krieg. Als Journalist fand Geist zwar zunächst keine Anstellung. Der Journalismus blieb jedoch seine Leidenschaft, auch wenn seine berufliche Laufbahn als Verwaltungsbeamter startete. Er lebte von 1955 bis 2013 in Rösrath bei Köln.

## Verwaltungslaufbahn
Geist begann 1950 in Aachen bei der Versorgungsverwaltung. Es folgte ab 1953 eine Zeit beim Landesversorgungsamt in Köln. Ab 1973 wirkte er als Sozialamtsleiter in der Gemeinde Rösrath.

## Politisches Wirken
Von 1961 bis 1973 wurde Geist für die CDU in den Gemeinderat von Rösrath gewählt. 

## Journalistische Tätigkeit
Georg Geist engagierte sich neben seiner hauptberuflichen Tätigkeit in der Sozialverwaltung ehrenamtlich als Redakteur der Zeitschrift „Der Versorgungsbeamte“. Bei der Zeitschrift „Der Zivildienst“ war er als einer der ersten Autoren mit dabei. Auch für die „Kölnische Rundschau“ war er zeitweise tätig. Seit 1961 ist Georg Geist bekannt für seine lokale Berichterstattung in der „Bergischen Landeszeitung“. Zahlreiche Artikel mit Bezug zur Stadt Rösrath stammen aus seiner Feder. In Rösrath war Geist bekannt wie ein „bunter Hund“. Wer einen Artikel für die Bergische Landeszeitung lancieren wollte, wandte sich an Georg Geist. Als Journalist alter Schule blieb sein Handwerkszeug, auch im Zeitalter von PC und E-Mail, eine Schreibmaschine. 

## Soziales Engagement
Nach seinem Rückzug aus dem Berufsleben engagierte sich Geist als Vorsitzender des Seniorenbeirates der Stadt Rösrath und als Vorsitzender der CDU-Senioren-Union für die Belange von Senioren.

## Werke
Es finden sich zahlreiche heimatkundliche Artikel von Georg Geist im Rheinisch Bergischen Kalender (Jahrbuch des Bergischen Landes)
und vielfältige Beiträge mit Geschichtsbezug in den Publikationen des Geschichtsvereins Rösrath.
Zwischen 1961 und 2009 waren Artikel in der Tageszeitung der „Bergischen Landeszeitung“ mit Bezug zur Stadt Rösrath größtenteils von Georg Geist verfasst.

## Ehrungen
- 1981: Bundesverdienstkreuz am Bande
- 2001: Bundesverdienstkreuz 1. Klasse